# War In My Livingroom 92-97
War In My Livingroom 92-97 är ett samlingsalbum av industrirockbandet Peace, Love and Pitbulls, utgivet 14 februari 2007 på Mvg Records.

## Låtlista
1. "Do the Monkey (Hitch-Hike to Mars)"
2. "(I'm the) Radio King-Kong"
3. "Be My TV"
4. "What's Wrong"
5. "Dog Church"
6. "Itch"
7. "Das Neue Konzept"
8. "Warsaw"
9. "G.O.D."
10. "2000 Ways of Getting Drunk"
11. "Animals"
12. "Discussing the Artist in Pain"
13. "Pig Machine"
14. "Kemikal"
15. "Caveman"
16. "Satellite Lullaby"
17. "Move Like a Menace Pt 2"
18. "Polar City Blues"